# Donje Međuše
Donje Međuše (cyr. Доње Међуше) – wieś w Bośni i Hercegowinie, w Republice Serbskiej, w mieście Sarajewo Wschodnie, w gminie Istočni Stari Grad. W 2013 roku liczyła 1 mieszkańca.